# ひるドキッ
『ひるドキッ』とは、2005年10月3日から2006年9月29日までテレビ金沢で放送された平日昼前のニュース・情報番組である。

## 概要
本番組は、『NNNニュースD』と『北國新聞ニュース』を一括内包したローカル情報番組であった。本番組の開始によって、全国ニュースの放送時間は5分短縮された。
放送開始時刻は11:30であったが、実際には11時29分30秒からオープニングが放送されていた。
2006年4月から最後の半年間は金曜日だけの放送となり、タイトルも『ひるドキッF』に改題されて独立番組となった。

## 放送時間

### ひるドキッ
- 月曜日 - 金曜日 11:30 - 12:00 （JST、2005年10月3日 - 2006年3月31日） - 前述の通り、実際には11時29分30秒スタートであった。

### ひるドキッF
- 金曜日 11:45 - 12:00 （JST、2006年4月7日 - 9月29日）

## タイムテーブル（ひるドキッ時代のみ）
- 11:29.50 オープニング
- 11:30 『NNNニュースD』
- 11:40 『北國新聞ニュース』
- 11:45 生活情報・天気予報
- 11:58 放送終了

## 関連番組
- NNNニュースD
- 北國新聞ニュース

| テレビ金沢 平日昼前のニュース・情報番組 | テレビ金沢 平日昼前のニュース・情報番組 | テレビ金沢 平日昼前のニュース・情報番組 |
| 前番組                                  | 番組名                                  | 次番組                                  |
| --------------------------------------- | --------------------------------------- | --------------------------------------- |
| くらしワイド1130                        | ひるドキッ                              | 廃枠                                    |
| テレビ金沢 平日昼のローカルニュース番組 |                                         |                                         |
| くらしワイド1130                        | ひるドキッ                              | 北國新聞ニュース ※本番組から独立        |
| テレビ金沢 金曜昼前のローカル情報番組   |                                         |                                         |
| ひるドキッ （月曜日 - 金曜日）          | ひるドキッF                             | 廃枠                                    |